# Lunascape
Lunascape es una banda de trip hop belga fundado a mediados de los noventa por Kyoko Baertsoen y Walter Hilhorst. Inicialmente su nombre era Calyx pero tuvieron que cambiarlo debido a una confusión con un grupo de drum and bass londinense con el mismo nombre.
Baertsoen y Hilhorst se conocieron en la academia de cine y televisión de Bruselas en 1993, en ese tiempo comenzaron a trabajar en pequeña escala en un proyecto musical, pero este fue interrumpido en 1997 cuando Baertsoen se unió al grupo Hooverphonic en un tour por Europa. A su regreso reanudó con Hilhorst el proyecto que pronto se volvería Lunascape. Sus primeros dos álbumes Reflecting Seyelence y Mindstalking fueron lanzados solo en Europa, pero en 2005 su primer lanzamiento en Norteamérica, Reminiscence de la disquera Dancing Ferret combina canciones de los primeros dos álbumes, brindando su música a una nueva audiencia. Canciones de Reflecting Seyelence fueron usadas en la película 3D IMAX Haunted castle.
Ellos citan como sus influencias en su sonido al grupo pionero del goth The Sisters of Mercy y Bauhaus con los psicodélicos actos de Pink floyd y el pop etero de Cocteau Twins . Lunascape crea exuberantes y malhumorados sonidos combinados con la distintiva voz etera de Baertsoen. Muchos oyentes encontraron en el proyecto de Rhys Fulber, Conjure One un cover de Lunascape, Tears from the moon, con la voz de Sinéad O'Connor.
Gracias a que la canción de Lunascape "Surrender" adquiere más reconocimiento gracias a la serie policiaca belga Flikken, que es famosa en Holanda y Bélgica, la discográfica Dancing Ferret lanzó el nuevo álbum Innerside en abril de 2008.

## Discografía

### Álbumes
En estudio
- Reflecting seyelence (2002)
- Mindstalking (2004)
- Innerside (2008)

Compilaciones
- Reminiscence (2005)

### Sencillos
- 2000: Your Shadow
- 2000: Tears From the Moon
- 2002: Sequoia
- 2002: My 2nd Skin
- 2002: Mourning Star
- 2004: Praise Me
- 2004: Mindstalking
- 2008: Surrender